# Корнио (Венеција)
Корнио (итал. Cornio) је насеље у Италији у округу Венеција, региону Венето.
Према процени из 2011. у насељу је живело 184 становника. Насеље се налази на надморској висини од 1 м.